# Stosunki polsko-łotewskie

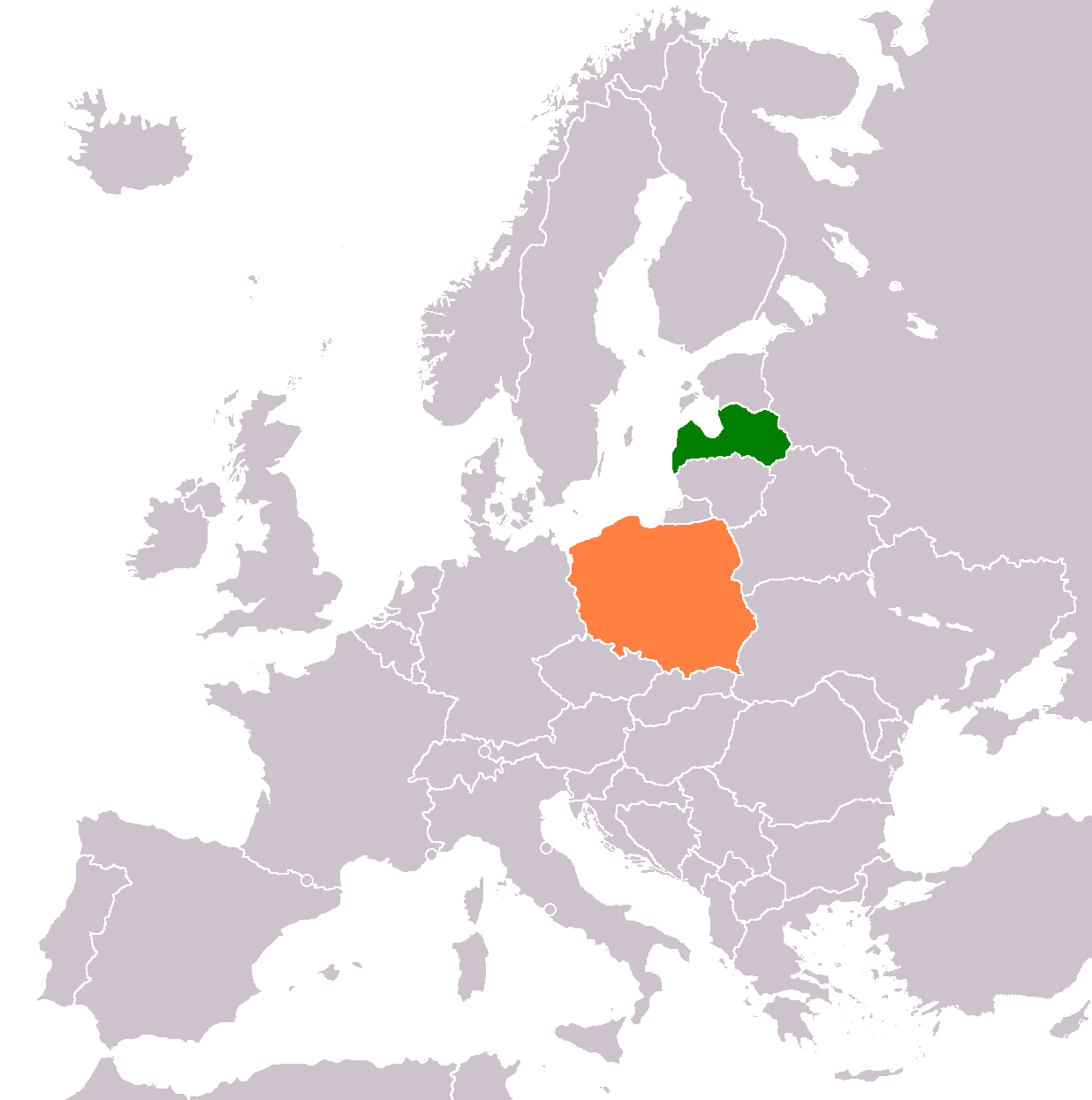
Polska i Łotwa w Europie

Stosunki polsko-łotewskie obejmują relacje dwustronne, a także wspólne członkostwo obu krajów w Unii Europejskiej, NATO oraz Radzie Państw Morza Bałtyckiego.

## Kontekst historyczny
Wkrótce po zakończeniu I wojny światowej miało miejsce współdziałanie wojsk polskich i łotewskich przeciw Armii Czerwonej (bitwa pod Dyneburgiem).
Polska uznała niepodległość Łotwy 27 stycznia 1921, wówczas oba kraje rozpoczęły oficjalne stosunki dyplomatyczne (próba ich zacieśnienia w układzie z 1922 pozostała bezskuteczna), przerwane wraz z klęską państwa polskiego w wojnie obronnej Polski 1939. Łotwa utrzymywała ambasadę w Warszawie (1920–1939) i konsulat w Wilnie (1923–1940), zaś Polska ambasadę w Rydze i konsulat w Dyneburgu (1920–1939).
Łotwa pod naciskiem ZSRR zerwała stosunki dyplomatyczne z polskim rządem na uchodźstwie.
W latach 1945–1990 polityczne relacje były utrzymywane przez emigrantów z obu krajów.
Po upadku Związku Radzieckiego oba kraje na nowo ustanowiły stosunki dyplomatyczne, które zostały oficjalnie potwierdzone 30 sierpnia 1991.

## Współpraca polityczna

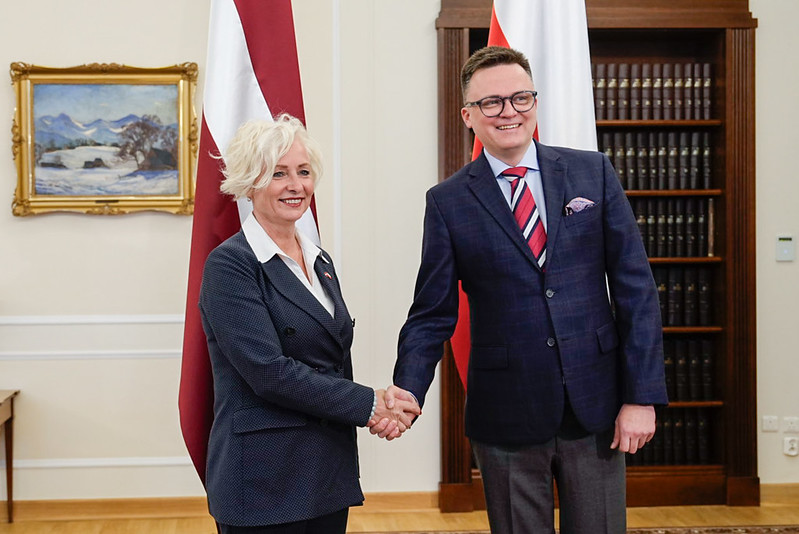
Marszałek Sejmu Szymon Hołownia i przewodnicza Sejmu Łotwy Daiga Mieriņa, 2024

Współpraca polityczna opiera się na wizytach i spotkaniach na różnych szczeblach: prezydentów, przewodniczących parlamentów, premierów i ministrów, a także udziale w formatach regionalnych.

## Współpraca gospodarcza
Według danych z 2023 roku wartość wymiany handlowej między oboma krajami wyniosła 2,9 mld EUR (w tym eksport z Polski 2,4 mld EUR) Łotwa znalazła się na 24. miejscu wśród partnerów eksportowych Polski i 55. miejsce wśród partnerów importowych. Polska natomiast zajęła 8. pozycję jako partner eksportowy i 3. jako partner importowy (z udziałem 10,6%).
Głównymi towarami eksportowymi Polski na Łotwę w 2023 roku były: artykuły rolno-spożywcze (21,3%), wyroby przemysłu elektromaszynowego (18,1%) oraz produkty przemysłu chemicznego (ok. 10,7%), zaś łotewski import do Polski obejmował głównie artykuły rolno-spożywcze (ok. 23,1%). Polski import z Łotwy obejmował przede wszystkim: artykuły rolno-spożywcze (ok. 23,1% udziału w imporcie z Łotwy), metale nieszlachetne i wyroby z nich (ok. 13,2 %), wyroby przemysłu elektromaszynowego (ok. 13%), drewno i wyroby z drewna (11,7%).
Według danych Banku Łotwy saldo bezpośrednich inwestycji polskich na Łotwie w 2022 roku wyniosło 165 mln euro, natomiast saldo inwestycji bezpośrednich Łotwy w Polsce wyniosło 66 mln euro. Według danych GUS z 2022 w Polsce było zarejestrowanych 65 spółek z udziałem kapitału łotewskiego (łącznie kapitał tych spółek wynosił 66,4 mln PLN). Wśród polskich podmiotów działających na Łotwie znajdują się spółka należąca Orlenu który jest największym dostawcą paliw do stacji benzynowych na Łotwie. Od 2014 na roku na rynku łotewskim działa polska spółka ubezpieczeniowa PZU.
W Warszawie funkcjonuje Polsko-Łotewska Izba Handlowa, zaś w Rydze od 2022 roku funkcjonuje Polsko-Łotewska Izba Przemysłowo-Handlowa.

## Placówki dyplomatyczne
Obecnie Łotwa posiada swoją ambasadę w Warszawie, a także trzy konsulaty honorowe (w Katowicach, Gdańsku i Łodzi). Polska natomiast posiada jedną placówkę dyplomatyczną na terenie Łotwy, którą jest ambasada w Rydze. 

## Polacy na Łotwie
Polska mniejszość narodowa na Łotwie liczy 53 tys. osób (stan na 2009), w większości posiadających obywatelstwo łotewskie. Działalność tej społeczności skupia się w Związku Polaków na Łotwie oraz Centrum Kultury Polskiej w Dyneburgu.